# 王式 (唐朝)
王式（?—?），唐朝太原人，其伯父王播，父亲王起，堂兄弟王铎。
儒臣出身，曾任监察御史、晋州刺史。因事被貶為江陵少尹。大中十一年（858年）任安南都护。十三年（860年），裘甫於浙东起义，擊敗沈君纵，发展至三万人。王式以浙东观察使身份，率军前往镇压，並借助吐蕃、回鶻等數百名戰士，裘甫退守剡縣，城破被俘殺。王式因功，加撿校右散騎常侍。唐懿宗咸通三年（862年），官武寧節度使，平定徐州兵变，盡殺銀刀軍。終官左金吾大将军。